# 神田紺屋町

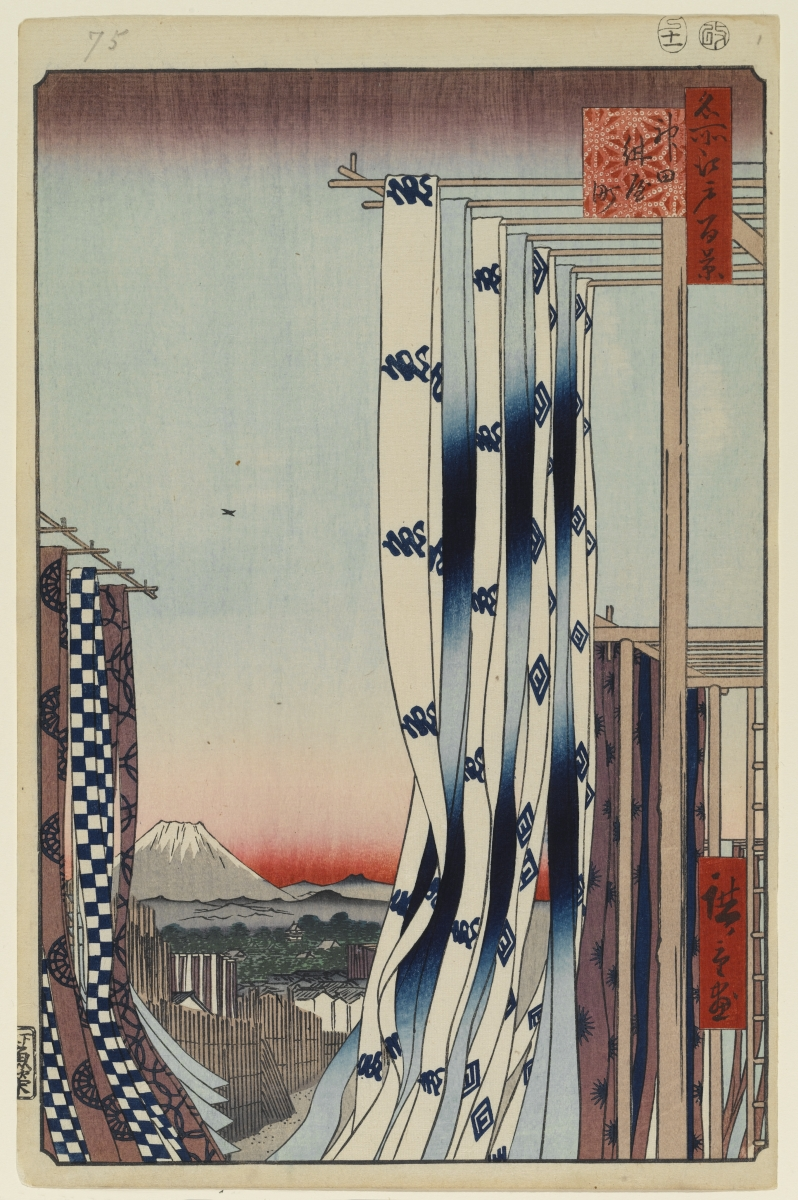
広重「名所江戸百景」より、往時の神田紺屋町。町名の由来になった紺屋（染色業者）が多く、このような光景がよく見られた。町内には藍染川（あいぞめがわ）と呼ばれる水路が流れ、晒しに利用されていた。

神田紺屋町（かんだこんやちょう）は、東京都千代田区の町名である。「丁目」の設定のない単独町名である。住居表示は未実施。

## 地理
神田紺屋町は、隣接する神田北乗物町を挟んで南部と北部の2箇所に分かれて存在する。ただし、南部と北部の距離はおおよそ50メートル程度である。

### 神田紺屋町南部
東京都千代田区の北東部に位置する。北は神田北乗物町に接する。北東は神田東紺屋町に接する。東は昭和通りに接し、これを境に岩本町に接する。南は神田金物通りに接し、神田西福田町に接する。西は鍛冶町に接する（地名はいずれも千代田区）。

### 神田紺屋町北部
東京都千代田区の北東部に位置する。北は神田富山町に接する。東は神田東松下町・神田東紺屋町に接する。南は神田北乗物町に接する。西は鍛冶町に接する（地名はいずれも千代田区）。
北部・南部ともに神田駅東口方面にあたる商業地の一角で、オフィスビルや商店が多く見られる。

## 歴史
神田紺屋町が南北に分かれているのは、それまで神田北乗物町の南部のみであった神田紺屋町の住民に対して、1719年に町の防火のために江戸幕府の命令で一部分の住民が神田北乗物町の北部に移されたことに由来する。

## 世帯数と人口
2025年（令和7年）3月1日現在（千代田区発表）の世帯数と人口は以下の通りである。
- 世帯数 : 166世帯
- 人口 : 212人

### 人口の変遷
国勢調査による人口の推移。
| 年                 | 人口 |
| ------------------ | ---- |
| 1995年（平成7年）  | 139  |
| 2000年（平成12年） | 138  |
| 2005年（平成17年） | 91   |
| 2010年（平成22年） | 116  |
| 2015年（平成27年） | 127  |
| 2020年（令和2年）  | 173  |

### 世帯数の変遷
国勢調査による世帯数の推移。
| 年                 | 世帯数 |
| ------------------ | ------ |
| 1995年（平成7年）  | 48     |
| 2000年（平成12年） | 57     |
| 2005年（平成17年） | 39     |
| 2010年（平成22年） | 66     |
| 2015年（平成27年） | 89     |
| 2020年（令和2年）  | 111    |

## 学区
区立小・中学校に通う場合、学区は以下の通りとなる（2017年8月現在）。なお、千代田区の中学校では学校選択制度を導入しており、区内全域から選択することが可能。
- 区域 : 全域
  - 小学校 : 千代田区立千代田小学校
  - 中学校 :  千代田区立麹町中学校 または 千代田区立神田一橋中学校

## 交通
神田紺屋町に鉄道駅はないが、町域西部では神田駅、南部では総武快速線・新日本橋駅が、町域北部では都営新宿線・岩本町駅がそれぞれ利用可能である。

## 事業所
2021年（令和3年）現在の経済センサス調査による事業所数と従業員数は以下の通りである。
- 事業所数 : 248事業所
- 従業員数 : 2,500人

### 事業者数の変遷
経済センサスによる事業所数の推移。
| 年                 | 事業者数 |
| ------------------ | -------- |
| 2016年（平成28年） | 260      |
| 2021年（令和3年）  | 248      |

### 従業員数の変遷
経済センサスによる従業員数の推移。
| 年                 | 従業員数 |
| ------------------ | -------- |
| 2016年（平成28年） | 2,748    |
| 2021年（令和3年）  | 2,500    |

## 施設
- 興産信用金庫本店（北部）
- アセンド神田紺屋町（南部）
- 神田システムビル（南部）

## その他

### 日本郵便
- 郵便番号 : 101-0035[4]（集配局 : 神田郵便局[16]）。